# Govenia praecox
Govenia praecox là một loài thực vật có hoa trong họ Lan. Loài này được Salazar & E.W.Greenw. mô tả khoa học đầu tiên năm 1993.